# تحصیل بهکر
تحصیل بهکر (به انگلیسی: Bhakkar Tehsil) یک تحصیل در پاکستان است که در پنجاب واقع شده‌است.